# Donald W. Reynolds Razorback Stadium
Das Donald W. Reynolds Razorback Stadium ist ein College-Football-Stadion auf dem Campus der University of Arkansas in der US-amerikanischen Stadt Fayetteville im Bundesstaat Arkansas. Es dient als Austragungsort für die Heimspiele des NCAA-College-Football-Teams der Universität, den Arkansas Razorbacks (Southeastern Conference). Das Stadion bietet gegenwärtig 76.800 Plätze. Das Spielfeld im Razorback Stadium erhielt am 3. November 2007 den Namen Frank Broyles Field.

## Geschichte
Das Razorback Stadium wurde 1938 eröffnet. Es wurde mehrmals ausgebaut. 2001 wurde die Zuschauerkapazität von 50.019 auf 72.000 erweitert. Bei der Erweiterung von 2001 erhielt das Stadion beträchtliche Zuwendungen von der Donald W. Reynolds Foundation. Im Anschluss wurde der Namenszusatz angenommen.
Das Razorback Stadium ist nicht die einzige Spielstätte der Razorbacks. Zwei oder drei Spiele pro Saison werden im War Memorial Stadium in Little Rock, rund 300 Kilometer vom Campus der University of Arkansas entfernt, ausgetragen. Dies wurde kontrovers diskutiert. 2001 wurde entschieden, dass für die nächsten 15 Jahre weiterhin einige Heimspiele im War Memorial Stadium ausgetragen werden. 
Ab 2017 wurde das Stadion für 160 Mio. US-Dollar umgebaut und erweitert. Das Südende mit dem Frank Broyles Athletics Center wurde abgerissen und durch eine neue Tribüne mit Logen ersetzt. Der Umbau wurde vor der Saison 2018 fertiggestellt.

## Galerie

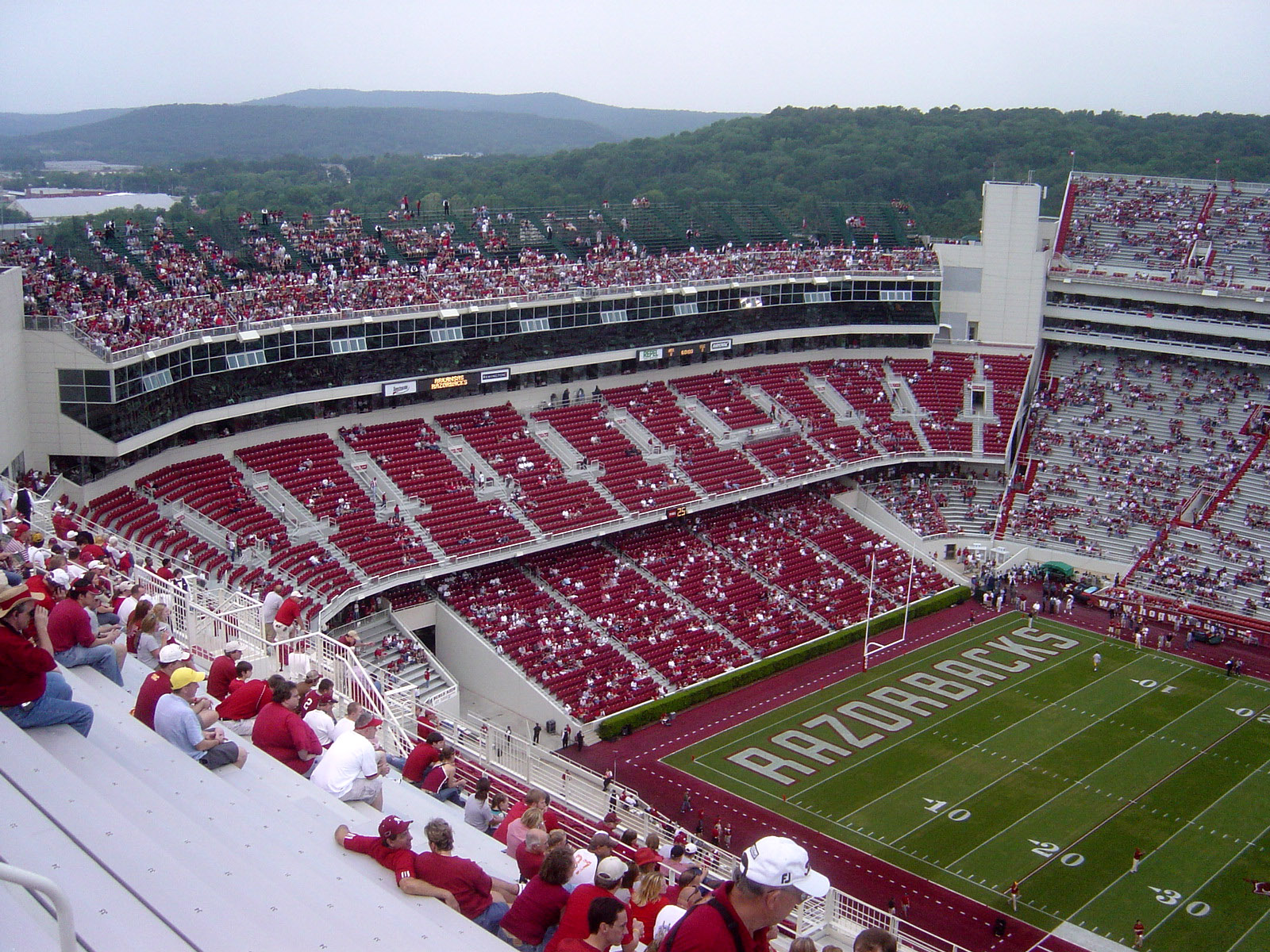
Die Südseite mit dem Frank Broyles Athletics Center (2006)
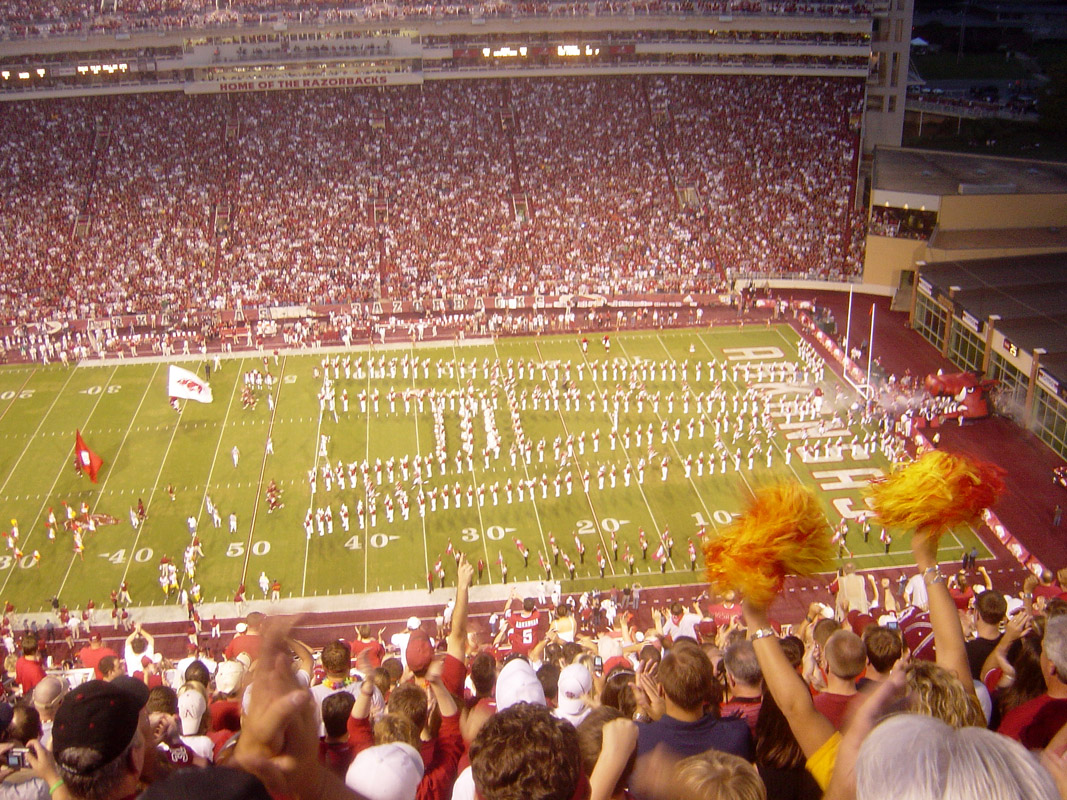
Einmarsch der Razorbacks in das Stadion (2006)